# Trigonostemon whiteanus
Trigonostemon whiteanus là một loài thực vật có hoa trong họ Đại kích. Loài này được (Croizat) Airy Shaw miêu tả khoa học đầu tiên năm 1983.